# Annegamento simulato

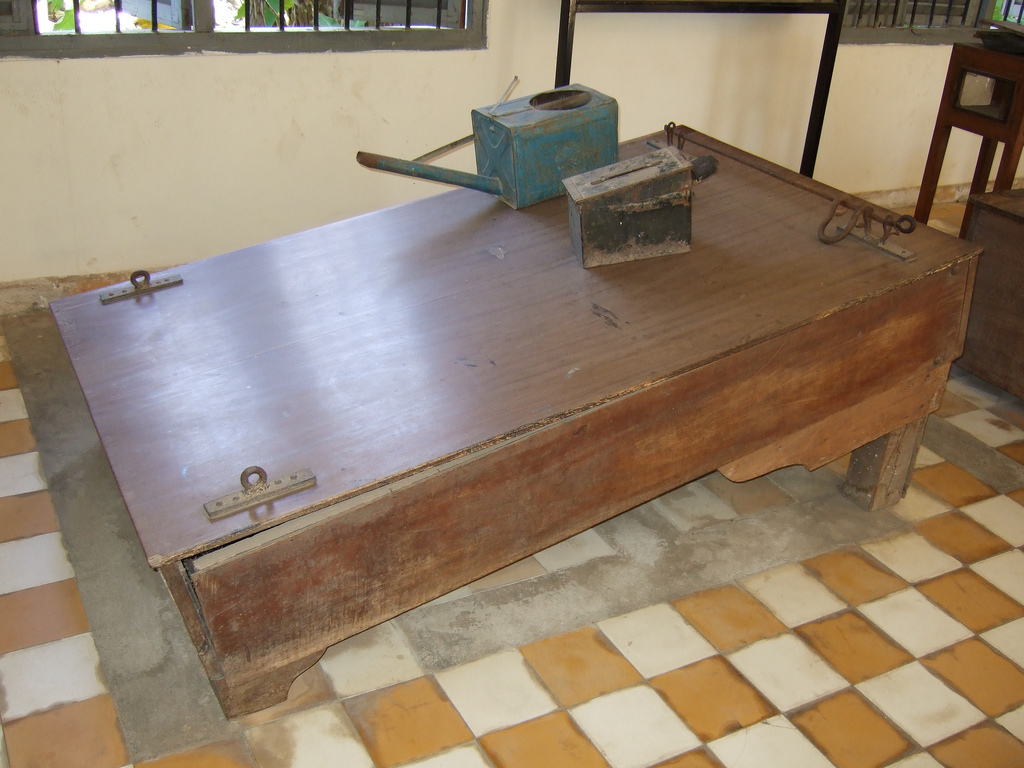
Tavola per la tortura dell'acqua in mostra al museo del genocidio di Tuol Sleng. Le caviglie dei prigionieri erano incatenate alla barra sul lato destro, ed i polsi incatenati agli anelli visibili sul lato sinistro. L'acqua era versata usando l'innaffiatoio.

L'annegamento simulato (in inglese waterboarding) è una forma di tortura consistente nell'immobilizzare un individuo  e versargli acqua sulla faccia in modo che, entrando dagli orifizi respiratori, stimoli il riflesso faringeo che provoca l'effetto di annegamento.

## Storia
La pratica ha ricevuto nuova attenzione e notorietà nel settembre 2006 quando altri servizi sostennero che l'amministrazione Bush avrebbe autorizzato il suo uso negli interrogatori di detenuti afgani nella guerra al terrorismo statunitense. Il vicepresidente Dick Cheney disse a un intervistatore che lui non riteneva che "un tuffo in acqua" fosse una forma di tortura, ma piuttosto "uno strumento molto importante" per gli "interrogatori avanzati", portando come esempio quello di Khalid Shaykh Muhammad.
In un'intervista all'ABC nell'aprile 2008, il presidente George W. Bush ha ammesso esplicitamente la pratica della tortura (tortura dell'acqua, privazione di sonno, schiaffeggiamenti a mano aperta, ecc.): "Sapevo che il mio team per la sicurezza discuteva di questo e ho approvato". Anche Condoleezza Rice ha avuto un ruolo decisivo nel dare il via libera alla CIA; questa una sua dichiarazione: "Questa è la vostra creatura: andate avanti".

## Caratteristiche e descrizione
Si tratta di una forma di annegamento controllato, in quanto l'acqua invade le vie respiratorie, inducendo il riflesso faringeo. Il soggetto sottoposto a tortura dell'acqua non può controllare il flusso dell'acqua né interromperlo o sottrarvisi, e quindi ritiene che la propria morte sia imminente. Può avvenire la morte per soffocamento, se la tortura continua. A seconda delle tecniche di esecuzione, la tortura dell'acqua può non condurre a danni fisici permanenti, anche se in ogni caso provoca dolore estremo. Sono possibili danni polmonari, danni cerebrali derivanti dalla riduzione dell'apporto di ossigeno, oltre che danni fisici quali fratture derivanti dal tentativo di liberarsi. In ogni caso la pratica induce danni psicologici. Se i danni fisici possono durare per mesi, i danni psicologici permangono per anni.
John McCain, senatore repubblicano degli Stati Uniti che fu torturato come prigioniero di guerra nel Nord Vietnam, ha ammesso che la tortura dell'acqua è una "tortura molto intensa" e una "esecuzione simulata", che danneggia la psiche del soggetto "in modi che non si possono più cancellare".

## Tecnica

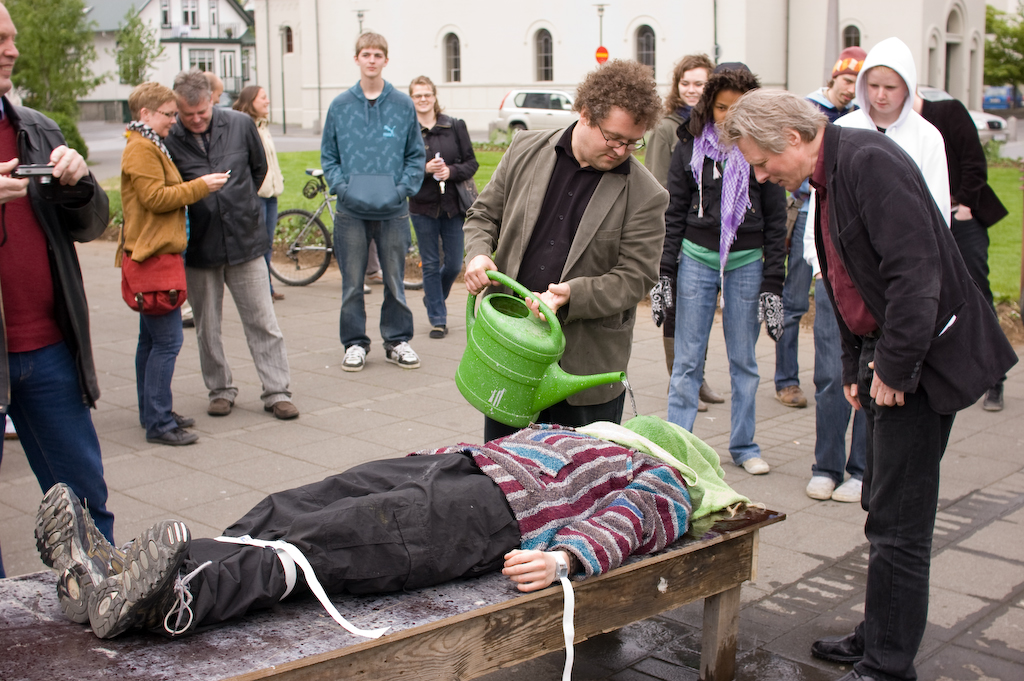
Dimostrazione dell'annegamento simulato

La tecnica della tortura dell'acqua, definita nel 2005 dal precedente direttore della CIA Porter J. Goss come una "tecnica di interrogatorio professionale", viene così descritta dalla giornalista Julia Layton:
Il soffocamento mediante acqua, pratica le cui prime documentazioni risalgono al periodo dell'Inquisizione spagnola, è storicamente stato uno dei mezzi di tortura preferiti, in quanto non lascia segni.
Secondo le dichiarazioni di un ex funzionario della CIA, le informazioni ottenute mediante la tortura dell'acqua non sarebbero affidabili, in quanto l'uso di pratiche coercitive può indurre i sospetti a confessare qualsiasi cosa, ed inoltre le tecniche di interrogatorio avanzato producono false confessioni. Bob Baer, un ex funzionario della CIA, ha dichiarato che la tortura dell'acqua è "una cattiva tecnica di interrogatorio. Intendo dire che se la tortura è sufficientemente cattiva, è possibile far confessare qualsiasi cosa a chiunque".
Membri della CIA, offertisi volontari per la tecnica dell'annegamento simulato, hanno avuto una resistenza media di 14 secondi. Una resistenza brevissima è stata anche dimostrata da servizi di Fox News e Current TV, in cui, per smascherare la vera natura dell'annegamento simulato, alcuni giornalisti si sono sottoposti ad esso. Christopher Hitchens, giornalista di Vanity Fair, ha avuto resistenza altrettanto breve nel corso di una dimostrazione tenutasi nel 2008.

## Effetti
Gli effetti fisici di una tortura dell'acqua eseguita in maniera approssimativa possono comprendere sofferenza e danno polmonare, danno neurologico causato dalla mancanza di ossigeno e, in alcuni casi, fratture causate dalle cinghie utilizzate per immobilizzare la vittima. Gli effetti psicologici possono durare a lungo. Un uso prolungato della tortura dell'acqua può condurre alla morte.
Il dott. Allen Keller, direttore del Bellevue/N.Y.U. Program for Survivors of Torture, ha trattato un "certo numero di persone" le quali sono state soggette a forme di quasi asfissia, compresa la tortura dell'acqua. In un'intervista per The New Yorker ha affermato che "si tratta sicuramente di tortura". Alcune vittime sono ancora traumatizzate ad anni di distanza. Un paziente non era in grado di fare la doccia ed aveva crisi di panico quando pioveva. La paura di essere uccisi è un'esperienza terrificante."
I sostenitori di questa tecnica affermano che sia efficace per ottenere delle informazioni. Gli oppositori ribattono affermando che le informazioni così ottenute non siano affidabili, in quanto una persona sottoposta ad un tale trattamento potrebbe essere disposta ad ammettere qualsiasi cosa.

## Profili giuridici

### Tortura dell'acqua e diritto internazionale
L'articolo 5 della Dichiarazione universale dei diritti umani contiene l'esplicita proibizione della tortura:
Nessun individuo potrà essere sottoposto a trattamento o punizioni crudeli, inumani o degradanti.»
La Dichiarazione non definisce la tortura, né possiede un carattere giuridico vincolante, ma il divieto di tortura e dei trattamenti o punizioni crudeli, inumani o degradanti ha valore assoluto ed inderogabile. Nel 1984, l'articolo 5 della Dichiarazione ha ispirato la stesura della Convenzione per l'abolizione della tortura e dei trattamenti o delle punizioni crudeli, inumani o degradanti, adottata nello stesso anno dall'Assemblea generale delle Nazioni Unite.
Tutti gli stati contraenti della Convenzione hanno accettato l'obbligo di astenersi dal praticare la tortura in qualsiasi circostanza. Tale obbligo è stato ribadito in Saadi contro Repubblica Italiana, ove il 28 febbraio 2008 la Corte Europea dei Diritti Umani ha sostenuto la natura inderogabile della proibizione della tortura, disponendo che il diritto internazionale non consente di compiere alcuna eccezione.. La Convenzione infatti recita:
Dal momento che la Convenzione non definisce la tortura, molti tra gli stati contraenti hanno espresso specifiche riserve riguardo all'interpretazione del termine "tortura", con la volontà di restringerne l'ambito di applicazione, in modo da escludere l'annegamento simulato.
Malgrado ciò l'Alto Commissario ONU per i Diritti Umani Louise Arbour ha affermato che l'annegamento simulato costituisce tortura:
Dichiarando inoltre che quanti violano la Convenzione dovrebbero essere puniti in base al principio di giurisdizione universale.

### Tortura dell'acqua e diritto statunitense
"La minaccia di morte imminente" è una delle definizioni legali di tortura secondo la legge statunitense. La Convenzione delle Nazioni Unite contro la Tortura proibisce l'infliggimento intenzionale di intenso dolore o sofferenza. Nel novembre del 2005 fonti anonime riferirono ad ABC News che la Central Intelligence Agency statunitense usava l'annegamento simulato, ma non lo giudicava tortura. In ogni caso l'ispettore generale della CIA John Helgerwon ha detto che le tecniche "sembrano costituire un trattamento crudele e degradante secondo la convenzione (di Ginevra)."
Nel 2002 una serie di rapporti interni del Dipartimento di Giustizia degli Stati Uniti d'America, predisposti dal consigliere del Procuratore generale John Yoo e sottoscritti dal consigliere Jay Bybee, noti come Torture Memos, suggerivano alla C.I.A. ed al Dipartimento della Difesa l'utilizzazione di "tecniche di interrogatorio rafforzate", fra le quali l'annegamento simulato, presupponendo che queste potessero essere legalmente utilizzate, non ricadendo nella definizione di tortura fatta propria dall'ordinamento giuridico americano.
Il 6 settembre 2006 il Dipartimento della Difesa statunitense ha emesso un Manuale Militare da Campo revisionato dal titolo Operazioni per la raccolta di informazioni che proibisce la pratica dell'annegamento simulato da parte del personale militare degli Stati Uniti. Il manuale revisionato è stato adottato fra il diffuso disappunto dei gestori dei prigionieri degli USA nella Guerra al terrorismo, e proibisce altre pratiche oltre all'annegamento simulato. Il manuale revisionato si applica al personale militare degli Stati Uniti, ma allo stesso tempo non si applica alle procedure della CIA.
Nella sua relazione alla nazione del 2005 sulle applicazioni dei diritti civili, il Dipartimento di Stato degli Stati Uniti riconosce formalmente come tortura "l'immersione della testa in acqua" nel suo esame sul resoconto sui diritti umani della Tunisia, e le critiche riguardo all'annegamento simulato tracciano dei parallelismi fra le due tecniche, citando l'uso analogo dell'acqua in oggetto.
In un caso precedente un ufficiale militare giapponese, Yukio Asano, venne processato dagli Stati Uniti nel 1947 per aver praticato una forma di annegamento simulato su un civile statunitense durante la seconda guerra mondiale, venendo condannato a 15 anni di lavori forzati. Le accuse nei confronti di Asano comprendevano anche "schiaffi, pugni, bastonate; calci; ustioni con sigarette; trazione in basso della testa mediante cinghie."

## Nel mondo

### Italia
In Italia la tecnica dell'annegamento simulato fu utilizzata illegalmente da una “squadra speciale” dell'UCIGOS durante gli anni di piombo in indagini riguardanti alcune formazioni terroristiche, in particolare le Brigate Rosse. Mediante anche l'utilizzo di questi metodi coercitivi le forze di polizia riuscirono ad ottenere l'arresto di due esponenti di spicco delle Brigate Rosse (Giovanni Senzani e Antonio Savasta), la liberazione del generale statunitense James Lee Dozier, lo smantellamento della colonna napoletana delle BR e la cattura, terminata con l'uccisione, del militante dei NAR Giorgio Vale.

### Stati Uniti d'America
Ci sono stati molti resoconti della pratica, da parte statunitense, dell'annegamento simulato per interrogare prigionieri catturati nella loro guerra al terrorismo: la stessa Condoleezza Rice nel 2002 autorizzò verbalmente l'annegamento simulato. All'epoca ricopriva l'incarico di Consigliere per la Sicurezza Nazionale. Nel novembre del 2005 ABC News riferisce di ex agenti della CIA che hanno dichiarato come la CIA si fosse prodotta in una moderna forma di applicazione dell'annegamento simulato, insieme ad altre cinque "tecniche di interrogatorio potenziato", contro sospetti membri di al-Qa'ida, incluso Khalid Shaykh Muhammad. Il 27 ottobre 2006, durante un'intervista alla radio con Scott Hennen dell'emittente WDAY, il vicepresidente Dick Cheney formalmente aderiva all'uso dell'annegamento simulato, in particolare in riferimento a Khalid Shaykh Muhammad. Di seguito si riportano domande e risposte di quella trasmissione, estratte dalla trascrizione ufficiale dell'intervista da parte della Casa Bianca:

Cheney: "Sono certamente d'accordo. Se pensiamo alla minaccia terrorista, per esempio, in considerazione della nostra capacità di interrogare detenuti di alto profilo come Khalid Shaykh Muhammad, quello è stato uno strumento molto importante che abbiamo avuto a disposizione per essere in grado di rendere sicura la nazione. Khalid Shaykh Muhammad ci ha fornito un'enorme quantità di informazioni affidabili riguardo a quanti sono, a come si organizzano, come si addestrano e così via, abbiamo appreso molto. Dobbiamo necessariamente continuare su questa strada."

...

Hennen: "Concorda che un tuffo nell'acqua non è traumatizzante se può servire a salvare vite?"

Cheney: "Beh, non è traumatizzante per me, ma per un po' sono stato accusato di essere il vicepresidente delle torture. Noi non torturiamo. Non è quello che facciamo."»
La Casa Bianca ha successivamente negato che Cheney avesse confermato la pratica dell'annegamento simulato, sostenendo che gli ufficiali statunitensi non parlano pubblicamente delle tecniche di interrogatorio perché queste sono classificate.
Nell'udienza preliminare tenuta il 21 gennaio 2020 a Guantánamo dinanzi al giudice militare che processa cinque prigionieri per gli attentati alle Torri gemelle, lo psicologo James Mitchell ha ammesso di avere presenziato, con il collega Bruce Jessen, all'utilizzo della tecnica di interrogatorio in questione su uno degli imputati.